# Säimen
Säimen är en sjö i kommunen Nyslott i landskapet Södra Savolax i Finland. Sjön ligger 79,3 meter över havet. Arean är 1,08 kvadratkilometer och strandlinjen är 14,77 kilometer lång. Sjön  ingår i Vuoksens huvudavrinningsområde.   Den ligger omkring 120 kilometer nordöst om S:t Michel och omkring 320 kilometer nordöst om Helsingfors. 